# Јован Јовановић Змај
Јован Јовановић Змај (Нови Сад, 6. децембар 1833 — Сремска Каменица, 14. јун 1904) био је српски песник, драмски писац, преводилац, уредник и лекар. Сматра се за једног од највећих лиричара српског романтизма.
По занимању је био лекар, а током целог свог живота бавио се уређивањем и издавањем књижевних, политичких и дечјих часописа. Његове најзначајније збирке песама су „Ђулићи“ и „Ђулићи увеоци“, прва о срећном породичном животу, а друга о болу за најмилијима. Поред лирских песама, писао је сатиричне и политичке песме, а први је писац у српској књижевности који је писао поезију за децу.
Јован Јовановић Змај је изабран за првог потпредседника Српске књижевне задруге и израдио је њену ознаку (амблем).

## Биографија
Јован Јовановић Змај је рођен у Новом Саду 6. децембра (24. новембра по јулијанском календару) 1833. године у угледној племићкој породици. По једној верзији, песников прадеда био је Цинцарин, а од 1753. године живи и послује у Новом Саду; био је бакалин, крчмар, џелебџија, трговац храном и бродовласник. По другом, поузданијем извору, друга особа (истог имена и презимена) је прадеда Коста Јовановић „трговац из Македоније” примљен је 15. јануара 1767. године за грађанина Новог Сада. Деда Јован познат као „Кишјанош” је био мање вичан економији, али иако се бавио чиновничким пословима, тражио је 1791. године и почекао, да би стекао је племићку титулу. Отац Змајев био је „благородни господин Павле от Јоаннович”, сенатор, па градоначелник Новог Сада, а мајка Марија кћи Павла Гаванског била је из Србобрана.
Мали Јова је рођен и прве године живота провео у новосадској чувеној улици "Златна греда". Њихов породични дом био је инспиративно место; као стециште новосадске елите и културних радника. Основну школу је похађао у Новом Саду, а гимназију у Новом Саду, Халашу и Пожуну. Из гимназијских дана су његови први песнички покушаји; „Пролећно јутро” је спевао 1849. године. После завршене гимназије уписао је, по очевој жељи, студије права у Пешти, а студирао још и у Прагу и Бечу. Али био је наклоњен природним наукама, и то ће касније превладати као животно опредељење, од када је изучио медицину. За његово књижевно и политичко образовање од посебног значаја је боравак у Бечу, где је упознао Бранка Радичевића, који је био његов највећи песнички узор. Такође у Бечу упознао се и са Светозаром Милетићем и Ђуром Јакшићем. За време гимназијског школовања и потом студија, упознао је у оригиналу прво мађарску, а затим и немачку књижевност. Бавио се тада много превођењем на српски језик, песама Петефија, Цуцорија, Гараија, Ђулаија. Издао је 1857. године књигу "Толдију" од Арањија, затим 1860. године "Витеза Јована" од Петефија, те деценију касније 1870. године, Арањијеву "Толдијину старост". Био је наклоњен мађарским песницима, а и Мађари су га јавно и искрено поштовали. Тако су мађарски пријатељи у Будимпешти, окупљени у "Кишфалудијевом друштву" (чији је он био члан), у дворани Мађарске учене академије, 17/29. маја 1889. године, са богатим културним садржајима, обележили 40. годишњи Змајев "песнички рад". Али због те своје не само младићке "слабости" према "српским душманима", он је међу Србима (либералима), подругљиво (као и деда му, али са више права) називан "Киш Јанош".
После прекида студија - не завршених студија права, Змај се 1860. вратио у Нови Сад, и као један од најближих Милетићевих сарадника постао службеник - подбележник у новосадском магистрату. Писао је поезију са много успеха у новосадској "Даници". Ту се упознао са својом будућом супругом Еуфрозином - Розином. коју је "прекрстио" Ружом, - постала Ружица Личанин. Ружини родитељи су били Павле Личанин, син новосадског трговца Михаила, и Паулина, ћерка Павла от Дука. Свадба је била уприличена о Св. Сави 1862. године. Љубав и срећан породичан живот надахнули су Змаја да напише циклус (збирку) песама Ђулићи (од турске речи Gül, што значи ружа).
Ипак, служба у магистрату није му одговарала, па ју је напустио и посветио се књижевном раду. Тада је покренуо књижевни часопис Јавор и преузео од Ђорђа Рајковића, сатирични лист Комарац. Године 1863. преселио се у Пешту, где је радио у Матици српској и као надзорник Текелијанума. Прихватио се надзорништва "Текелијанума", да би могао да заврши медицину у Пешти. Године 1864. покренуо је сатирични лист Змај (игра речима, пошто је 3. мај по јулијанском календару био дан одржавања Мајске скупштине 1848), чији ће назив постати саставни део његовог имена. Поред овог, Змај је имао још 398 псеудонима, од којих су многи били ликови из његових дела, али и имена часописа које је објављивао.
Године 1870. Змај је завршио студије медицине, вратио се у Нови Сад, где је започео своју лекарску праксу. На позив Панчеваца, преселио се у Панчево где је радио као општински лекар и покренуо хумористички лист Жижу. Наводно је више живео од писања (хонорара) него од лечења. Овде га је убрзо задесила породична трагедија, умрла су му деца, а потом и жена Ружа. Из ове породичне трагедије произишао је низ елегичних песама објављене под заједничким називом Ђулићи увеоци. Очајан и "гоњен" вратио се Змај у завичај; после неуспелог ангажмана у Карловцима, почиње једногодишњу лекарску праксу у Футогу. Али ту умире једина кћерка Смиљка. Пут га даље води преко Каменице и Београда, до Беча. У Каменицу се доселио 1875. године, и ту дочекује избијање херцеговачког устанка. Био је срески лекар за Каменицу, Лединце и Раковац. У Београду је два пута радио као лекар; први пут је и приватни лекар и драматург Народног позоришта. Покреће у Новом Саду часопис "Илустровану ратну хронику", у којој је публиковати грађу тог српског устанка. У Бечу је радио десет година као приватни лекар и уређивао хумористички лист "Стармали". У Загребу се бавио од 1898. године, уз пут својим дечијим листом "Невеном", а отишао је тамо (како је сам говорио) са мисијом да поради на зближавању Срба и Хрвата. Бавио се он политиком и неколико пута би биран у Вршцу, за посланика српског црквено-народног сабора у Карловцима. Током живота се пуно селио, радећи као лекар међу Србима, и није се могао скућити, све док није од српске Народне скупштине у Београду, добио "народно признање" - пензију од 4.000 динара. Он је до тада био општински лекар у српској престоници, а у исто време се осетио "немоћан да више јури квартовима београдским". Купио је тада малу кућу звану "Змајевац" у Сремској Каменици.
Јован Ђорђевић и Јован Јовановић Змај су били кумови и водили су кореспонденцију.

### Оспоравања
Јовановић је за живота био и слављен и хваљен у свом народу. Српски академици су га примили у своје редова за "правог члана" 1896. године. Али због неких својих поступака, доживљавао је и оспоравања. На пример, замерано му је због превода „Харфе Сиона”, богослужбене збирке песама назаренске заједнице, за коју се у то време сматрало да је секта која је нанела велику штету православљу и српској цркви. Пријатељ песник Лаза Костић, тада на супротним политичким позицијама, га је неочекивано оспорио луцидним опаскама, током свог предавања 1899. године, на јубиларном скупу посвећеном Змају, од стране Књижевног одељења Матице српске у Новом Саду. Јова и његова тројица браће Ђура, Мита и Корнел били су познати по склоности пићу, као уосталом и Светозар Милетић и многи други тадашњи "народњаци" - пежоративно називани "нередњаци". Калуђер историчар Иларион Руварац је записао да је: Змај некад презирао новац, зато је у тартањ страћио оних 100 ланаца, што му их је отац оставио, којих да је сачувао, не би данас морао бити радикал, но данас га не презире. Руварац је погрешио само утолико, да се радило од мајчином миразу - капиталу Гаванских у Србобрану (175 ланаца) и породичној кући у Новом Саду. Јовановићи, синови на челу са оцем Павлом су лагодним животом рано потрошили наслеђену имовину. Др Јовановић је 25 година био лекар, мењајући често намештење. Али нема сумње да је песник шкодио лекару; он је био исувише цењен као песник да би му се веровало као лекару. Један лични Змајев пријатељ и сам лекар је написао оно што су многи упућени знали: Змају није било у природи да буде лекар. Није умео ни у лакшим случајевима да постави дијагнозе, показивао се врло често неодређен, и у прописима неодлучан. Био је добар човек, наклоњен пацијенту, али са друге стране није му се много веровало те је био мало тражен. Честити лекар није знао ни да наплати свој учинак
Вратио се 1902. године из Загреба, у свој дом у Каменици, и мада је био стар и болестан није испуштао перо до свог краја. Преминуо је 14. јуна (1. јуна по јулијанском календару) 1904. у Сремској Каменици, где је и сахрањен.

## Књижевни рад
Две најбоље збирке његових песама су „Ђулићи“ и „Ђулићи увеоци“. Велики број његових шаљивих и дечјих песама, штампаних по разним листовима и часописима, изашао је у два издања целокупних дела: „Певанија“ и „Друга певанија“. Јован Јовановић Змај је први писац у српској књижевности који је писао песме за децу, ризница "Смиље" садржи песме са богољубивим и родољубивим темама, које су прави дар у српској књижевности за децу. Деца ће из њих сазнати како ваља подносити невоље, помагати ближњима, радовати се животу, природи, потоку и цвету, благодарити за све, поштовати старије, волети своју отаџбину, како се молити и уздати у Бога. Сигурно је чика Јова имао на уму своју децу док је писао ове песме, јер се његова најмлађа кћи звала Смиљка, а цео назив је под именом "Смиље". Позната је и његова родољубива ода „Светли Гробови” (1879).
Последње су штампане збирке: „Снохватице“ и „Девесиље“.
У прози је написао једну песничку легенду („Видосава Бранковић“) и један шаљиви позоришни комад („Шаран“) 1866. године.
Прикупљао је грађу за Речник српског језика у каснијем издању САНУ.

## Преводилачки рад
Змај је и преводио, нарочито из мађарске књижевности. Најбољи су му преводи мађарског песника српског порекла Шандора Петефија. Поред осталих песама, од њега је превео спев „Витез Јован“.
Из немачке поезије преводио је Гетеа („Херман и Доротеја“, „Ифигенија у Тавриди“) и с успехом подражавао Хајнеову љубавну лирику и епиграм и оријенталску поезију Фридриха Боденштета („Песме Мирца Схафије“) 1871. године. Превео је са немачког и објавио 1861. године књигу "Источни бисер".
Од осталих превода из стране књижевности најпознатији су „Демон“ од Љермонтова и „Енох Арден“ од енглеског песника Тенисона.
Поред Змаја, уређивао је сатиричне листове Жижу и Стармали. Од 1880. па до смрти издавао је дечји лист Невен, најбољи српски дечји лист тог времена.

## Наслеђе
У његову част се додељује Змајева награда и организују Змајеве дечје игре, које додељују Повељу Змајевих дечјих игара.
По Јовану Јовановићу Змају назив су помене основне и средња школа: ОШ „Јован Јовановић Змај” Сремска Каменица, ОШ „Јован Јовановић Змај” Раждагиња, ОШ „Јован Јовановић Змај“ Свилајнац, ОШ „Јован Јовановић Змај” Сремска Митровица, ОШ „Јован Јовановић Змај” Обреновац, ОШ „Јован Јовановић Змај“ Смедерево, ОШ „Јован Јовановић Змај” Суботица, ОШ „Јован Јовановић Змај” Панчево и Гимназија „Јован Јовановић Змај“ Нови Сад.

## Дела
- Видосава Бранковић, 1860.
- Источни бисер, 1861.
- Шаран, 1864.
- Ђулићи
- Ђулићи увеоци
- Певанија
- Друга певанија
- Снохватице I-III, 1895. и 1900.
- Девесиље, 1900.
- Источни бисер
- Песме Мирца Схафије
- Чика Јова српској омладини
- Несрећна Кафина[19]

## Галерија
- Кућа Јована Јовановића Змаја у Сремској Каменици
- Биста Јована Јовановића Змаја у Руми
- Зграда амбасаде Турске у Београду је на месту где је раније била Змајева кућа
- Књига „Ђулићи увеоци” као експонат у Музеју Војводине
- Јован Пешић: биста Змаја.
- Чика Јовин гроб на гробљу у Сремској Каменици
- Гроб Јовине жене Руже у Панчеву, на коме се спомињу Ђулићи као вечни споменик
- Вече дечјег позоришта Бошко Буха, које се одржало у Задужбини Илије М. Коларца.
- Молба Јована Јовановића Змаја за издавање часописа Жиже, упућена Магистрату у Панчеву 1871. године
- Позив на претплату на часопис Жижа Јована Јовановића Змаја, који ће излазити у Панчеву 1871. године
- Забава српског црквеног певачког друштва у Панчеву у част Јове Змаја. Плакат из 1899. године.
- Насловна страна збирке песама Девесиље, објављене под псеудонимом Аливерић Тузлак